# Medalla por la Defensa de Leningrado
La Medalla por la Defensa de Leningrado (en ruso: Медаль «За оборону Ленинграда») es una medalla de campaña de la Segunda Guerra Mundial de la Unión Soviética establecida el 22 de diciembre de 1942 por decreto del Presídium del Sóviet Supremo de la URSS para reconocer el valor y el arduo trabajo de los defensores civiles y militares soviéticos de Leningrado durante el asedio de 872 días de la ciudad por las fuerzas armadas de la Alemania nazi entre el 8 de septiembre de 1941 y el 27 de enero de 1944. El estatuto de la medalla fue posteriormente enmendado por resolución del Presídium del Sóviet Supremo el 8 de marzo de 1945. y nuevamente por última vez el 18 de julio de 1980 por decreto del Presídium del Sóviet Supremo de la URSS N.º 2523-X.
Leningrado recibió el título de «Ciudad Heroica» el 1 de mayo de 1945 (las otras ciudades en obtenerlo fueron Odesa, Stalingrado, Sebastopol, Kiev, Moscú, la Fortaleza de Brest, Kerch, Novorossiysk, Minsk, Tula, Múrmansk y Smolensk).

## Historia
A finales del otoño de 1942, el NKO de la URSS presentó una solicitud al Presídium del Sóviet Supremo de la URSS para que se instituyeran medallas para la defensa de Leningrado, Stalingrado, Sebastopol y Odesa. El 24 de noviembre de 1942 fue seguido por un decreto del Consejo Supremo sobre el establecimiento de medallas de este tipo, reglamento sobre medallas, sus muestras y descripción; al mismo tiempo, el decreto prescribió la entrega de este tipo de medallas a todos los participantes en la defensa de estas ciudades, tanto militares como civiles.
El autor de la medalla es el artista Nikolái Moskalev. Además de la versión aprobada, se presentaron otros siete proyectos más, de diferentes artistas:    
- En el boceto de B. G. Barkhin, el elemento principal es un monumento a Lenin en la estación de Finlandia con el telón de fondo del Almirantazgo, a la derecha está el cañón levantado de un arma antiaérea;

Tres proyectos fueron desarrollados por un equipo de artistas del taller «Borobin», que contienen un elemento diferente cada uno: el símbolo arquitectónico de la ciudad y la inscripción «Por la defensa de Leningrado»:
1. En el primero había un monumento a Pedro I, debajo de él: bayonetas y una ametralladora levantadas en posición de ataque, la inscripción está ubicada en un círculo;
2. El segundo boceto muestra el edificio del Almirantazgo, los bordes debajo de la inscripción están enmarcados con ramas de laurel;
3. El tercero implicó colocar una inscripción en el centro, en la parte superior la imagen de la Fortaleza de Pedro y Pablo, y en la parte inferior hay una inscripción de dos rifles cruzados.

Así mismo se presentaron otros dos bocetos del artista soviético A.A. Kabakov:
1. El primero muestra a un marinero de la Armada Roja y un soldado del Ejército Rojo entrando al ataque con la inscripción "Defiende la ciudad de Lenin" en el borde izquierdo; en el reverso, un retrato de Lenin y la inscripción «Por la defensa de Leningrado»;
2. En el segundo, con los rifles en aptitud de ataque, varios defensores preparados para la batalla, los soldados están mirando a la izquierda donde está la inscripción «Por Leningrado»; en el reverso la inscripción «Por la defensa de Leningrado».

## Reglamento
Recibieron la Medalla por la Defensa de Leningrado, todos los:    
- Militares de unidades, formaciones e instituciones del Ejército Rojo, la Armada y las tropas de la NKVD, que participaron efectivamente en la defensa de la ciudad;
- Trabajadores, empleados y otros civiles que participaron en las hostilidades para defender la ciudad, contribuyeron a la defensa de la ciudad con su trabajo desinteresado en empresas, instituciones, participaron en la construcción de estructuras defensivas, en defensa aérea, en la protección de los servicios públicos, en la lucha contra incendios de incursiones de aviones enemigos, en la organización y mantenimiento de transportes y comunicaciones, en la organización de servicios de restauración, abastecimiento y culturales a la población, en el cuidado de los enfermos y heridos, en la organización de cuidados infantiles y otras medidas de defensa de la ciudad.

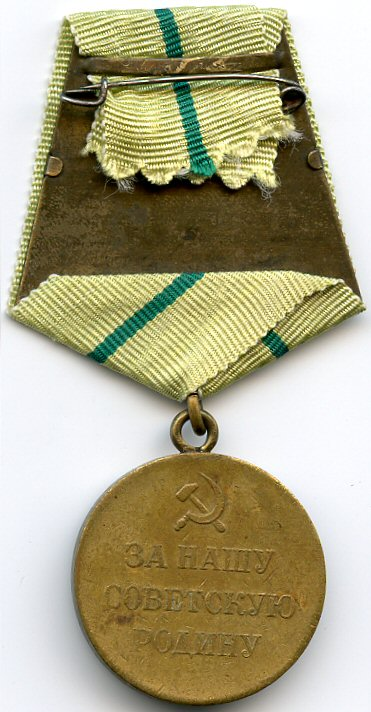
Reverso de la medalla por la defensa de Leningrado.

La concesión de la medalla se hizo en nombre del Presídium del Sóviet Supremo de la URSS sobre la base de documentos que atestiguan la participación real en la defensa de Leningrado emitidos por el comandante de la unidad, el jefe del establecimiento médico militar o por un provincial pertinente. o autoridad municipal. El personal militar en servicio recibió la medalla de su comandante de unidad, los jubilados del servicio militar recibieron la medalla de un comisionado militar regional, municipal o de distrito en la comunidad del destinatario, los miembros de la población civil participantes en la defensa de Leningrado recibieron su medalla de Ayuntamientos de Diputados Populares.
La Medalla por la Defensa de Leningrado se lleva en el lado izquierdo del pecho y, en presencia de otros premios de la URSS, se ubica inmediatamente después de la Medalla por el rescate de personas ahogadas. Si se usa en presencia de órdenes o medallas de la Federación de Rusia, estas últimas tienen prioridad.
Cada medalla venía con un certificado de premio, este certificado se presentaba en forma de un pequeño folleto de cartón de 8 cm por 11 cm con el nombre del premio, los datos del destinatario y un sello oficial y una firma en el interior. Por decreto del 5 de febrero de 1951 del Presídium del Sóviet Supremo de la URSS, se estableció que la medalla y su certificado quedarían en manos de la familia tras la muerte del beneficiario.
La primera medalla fue otorgada el 3 de junio de 1943 en una reunión solemne en el Instituto Smolny. Hasta 1945, se premiaron a unos 600 000 participantes en la defensa de Leningrado. La información sobre estas personas a partir de 1945 estaba almacenada en el Museo del Sitio de Leningrado, había seis volúmenes con los nombres de los premiados. Posteriormente estos documentos se perdieron.
Las personas galardonadas con la Medalla por la defensa de Leningrado tenían derecho a recibir la Medalla Conmemorativa del 250.º Aniversario de Leningrado, establecida más tarde. Fue otorgada a unas 1 470 000 personas. Entre ellos se encuentran quince mil niños, niñas y adolescentes.

## Descripción

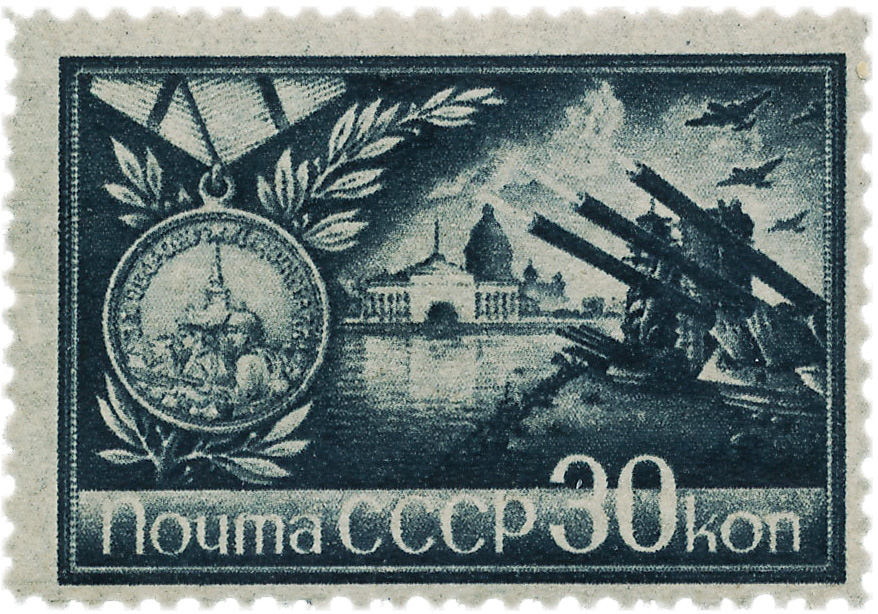
Sello postal de la Unión Soviética donde está representado la Medalla por la Defensa de Leningrado

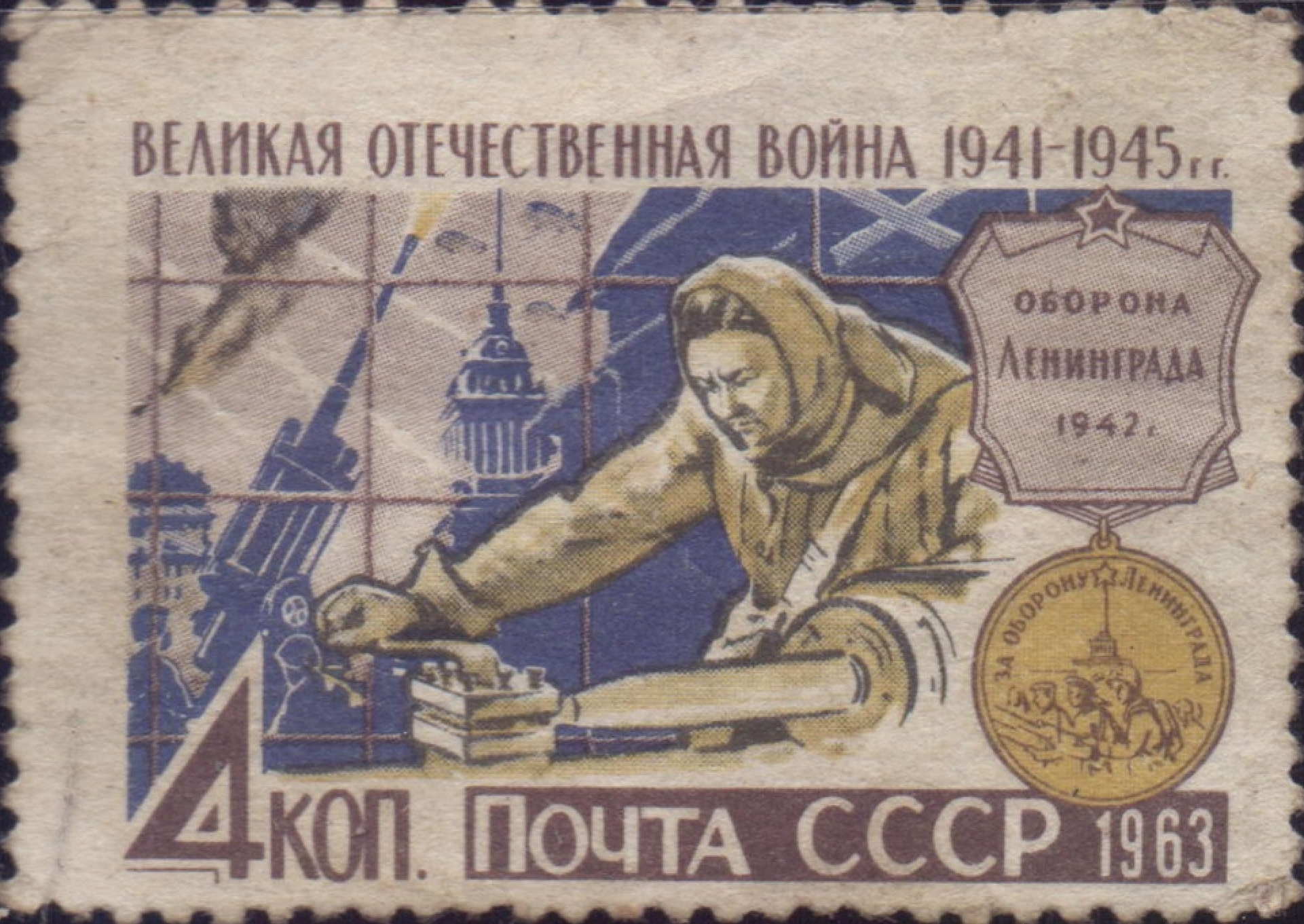
Sello postal de la URSS del Artista P. Krantsevich, 1963

Se suponía que la medalla estaría fabricada de acero inoxidable, pero por el decreto del 27 de marzo de 1943, el material se cambió a latón. La medalla tiene la forma de un círculo regular con un diámetro de 32 mm con un borde elevado. Todas las medallas se hicieron en la Casa de la Moneda de Leningrado.
Al frente, en la mitad inferior del anverso, las imágenes en relieve de un soldado del Ejército Rojo con casco (el más cercano), un marinero (en el medio) y un trabajador (el más alejado), los tres con rifles en alto. En el fondo de todo el anverso, el contorno en relieve del edificio del Almirantazgo de Leningrado. A lo largo de la circunferencia superior de la medalla, la inscripción en relieve en letras prominentes «POR LA DEFENSA DE LENINGRADO» (en ruso: «ЗА ОБОРОНУ ЛЕНИНГРАДА»). 
En el reverso, cerca de la parte superior, la imagen en relieve de la hoz y el martillo, debajo de la imagen, la inscripción en relieve en tres filas «POR NUESTRA PATRIA SOVIÉTICA» (en ruso: «ЗА НАШУ СОВЕТСКУЮ РОДИНУ»).
La medalla está conectada con un ojal y un anillo a un bloque pentagonal cubierto con una cinta de muaré de seda de 24 mm de ancho. Inicialmente, la cinta se instaló en rojo con franjas plateadas a lo largo de los bordes, cada una de 4 mm de ancho. Por decreto del 19 de junio de 1943, se instaló una nueva cinta de color oliva con una franja verde longitudinal en el medio de 2 mm de ancho.
Las medallas por la defensa de Leningrado, por la defensa de Odesa, por la defensa de Sebastopol y por la defensa de Stalingrado fueron los primeros premios soviéticos establecidos para ser usados en una montura pentagonal. Originalmente se suponía que debían usarse en el lado derecho del pecho. Por decreto del 19 de junio de 1943, que introdujo una montura pentagonal y otros premios usados antes en otras formas de montura, se decidió llevar las distintas medallas por la defensa de las ciudades en el lado izquierdo del pecho, junto con otros premios.